# Can't Stop the Rock
Can't Stop the Rock è la prima raccolta degli Stryper pubblicata il 20 luglio 1991 per l'etichetta discografica Hollywood Records.
L'album venne pubblicato poco prima dello scioglimento della band, e contiene due brani inediti: "Believe" e "Can't Stop the Rock".

## Tracce
1. Believe [inedito] (Michael Sweet) 3:57
2. Can't Stop the Rock [inedito] (Richard Oderbagen, M. Sweet, Robert Sweet) 3:18
3. Soldiers Under Command (M. Sweet, R. Sweet) 5:03
4. Free (M. Sweet, R. Sweet) 3:41
5. Always There for You (M. Swee) 4:11
6. Lady (Stryper) 4:53
7. To Hell with the Devil (M. Sweet, R. Sweet) 4:07
8. In God We Trust (M. Sweet, R. Sweet) 3:58
9. Honestly (M. Sweet) 4:08
10. Two Bodies (One Mind, One Soul) (M. Sweet) 5:15
11. Together as One (M. Sweet) 5:01
12. You Know What to Do (Oz Fox, Tim Gaines, M. Sweet, R. Sweet) 4:48

## Formazione
- Michael Sweet - voce, chitarra
- Oz Fox - chitarra, voce
- Tim Gaines - basso
- Robert Sweet - batteria